# Orfelinatul Terezian din Sibiu
Orfelinatul Terezian din Sibiu este un ansamblu de monumente istorice aflat pe teritoriul municipiului Sibiu.
Ansamblul este format din două monumente:
- Fostul orfelinat, azi internatele și atelierele Grupului Școlar „Independența” și ale Grupului Școlar Alimentar (cod LMI SB-II-m-A-12077.01)
- Biserica „Vizita Mariei la Elisabeta” (cod LMI SB-II-m-A-12077.02)

## Istoric
În perioada interbelică prefect de studii al orfelinatului a fost Áron Márton.

## Elevi
- Adalbert Cserni (1842–1916), arheolog, profesor de limba germană